# Cardfight!! Vanguard
Cardfight!! Vanguard ( カードファイト!! ヴァンガード ) es un juego de cartas coleccionables japonés creado en colaboración entre Akira Itō (Yu-Gi-Oh! R), Satoshi Nakamura (Duel Masters), y el presidente de Bushiroad, Takaaki Kidani.
Una serie anime de televisión basada en el juego fue producida por TMS Entertainment y emitida en Japón por TV Tokyo a partir del 8 de enero de 2011. Además del anime, también se anunció una serie manga. Una segunda temporada del anime comenzó a emitirse el 8 de abril de 2012.
Una película anime, Cardfight!! Vanguard Movie: Neon Messiah, se estrenó el 13 de septiembre de 2014 en Japón.
Un nuevo anime spin-off, titulado Cardfight!! Vanguard Gaiden if, comenzó a emitirse desde el 30 de mayo de 2020 en Japón.
Una cuarta serie anime, titulada Cardfight!! Vanguard overDress, comenzó a transmitirse desde 2020.

## Argumento
El protagonista de esta historia, Aichi Sendou, es un chico común que cursa su tercer año de secundaria. Había estado viviendo su vida mirando hacia atrás y no hacia delante, tratando de no llamar la atención. Sin embargo, había una cosa que lo mantuvo activo, "Blaster Blade", una carta de un juego de cartas que le dieron cuando era pequeño. Esa carta es la razón por la que comienza a involucrarse en las Peleas de Cartas (Cardfight!!), algo que cambia su vida drásticamente. El nombre del juego de cartas es "Vanguardia". El juego tiene lugar en un planeta diferente llamado "Cray", y debido su sistema de juego nunca antes visto, se ha vuelto muy popular en todo el mundo.
Aichi, inmediatamente atraído por Vanguard, hace amigos como Misaki Tokura y Katsuragi Kamui, junto con otros rivales. A través de una rivalidad amistosa con ellos, Aichi comienza a disfrutar de una vida más plena. Aichi, sin embargo, tiene un objetivo: luchar una vez más con un Luchador de Vanguard llamado Kai Toshiki, un estudiante de preparatoria reservado y frío, que tiene habilidades sobresalientes en el mundo de Vanguard. Él es también la razón por la que Aichi comenzó a jugar el juego. Para él, Kai es la persona que lo salvó de su vida aburrida y lo introdujo a Vanguard. Con el fin de mejorar en Vanguard, Aichi pone su alma en ello todos los días. Él desea que algún día, él sea capaz de luchar contra Kai y este lo reconozca como un digno rival y jugador.
'TEMPORADA 2: Asia Circuit'
Ha pasado tiempo desde el torneo nacional. En esta nueva temporada Aichi tendrá nuevos retos ya que después de vencer en el torneo nacional de Japón al principal antagonista de la temporada 1 ""Suzugamori Ren "" y liberarse de psyqualia ahora tendrá que buscar respuesta en el Asia Circuit, ya que un día llegó a card capital y peleó contra un extraño joven de cabello blanco usando su deck de Royal Paladin y el otro joven usaba un nuevo deck llamado Gold Paladin. Después de ese encuentro el joven le explica que el planeta cray estaba en guerra y que los 3 clanes "Kagero" "Royal Paladin" y "Shadow Paladin" fueron capturados por un poder desconocido y que nuevos clanes aparecieron entre ellos el Gold Paladin y una habilidad llamada LIMIT BREAK para la CFVanguard. Aichi se da cuenta de que los deck Shadow y Royal fueron cambiados por Gold Paladin y el Kagero por Narukami, así que decide buscar las respuestas ganando el circuit, porque que nadie recuerda los otros clanes y porque cray esta en guerra. Tendrá que reunir a team Q4 pero esta vez sin Kai ya que este formara parte de un viejo conocido equipo Foo fighters AL4 (FFAL4), quienes esta vez estarán de su lado.
'TEMPORADA 3: Link Joker'
Han pasado seis meses desde el Asia Circuit y ahora el protagonista, Sendou Aichi, es un estudiante de preparatoria. Él se ha trasladado a la Preparatoria Miyagi (mismo colegio el cual ha asistido Misaki desde un principio) pero con la sorpresa de que en esta escuela no existe ni un club de Vanguard. Aichi decide fundarlo y es así como junto con Ishida Naoki, Shingo Komoi, a duras penas Tokura Misaki y su también trasladada compañera y Idol, Tatsunagi Kourin, deciden fundar el Club de Cardfight Vanguard del instituto aun teniendo a todo el consejo estudiantil entero de enemigo. Una nueva fuerza se aproxima ante ellos, un nuevo clan ha surgido y un nuevo poder repercutirá en los jefes de los clanes. Los enemigos en esta temporada son los rostros más conocidos y el origen de esto aún más cerca.
'TEMPORADA 4: Legion Mate'
Sendou Aichi es el héroe que salvo al mundo del horror de los Link Joker, el mundo ahora está en paz, aun así el pasar del Link Joker ha dejado sus secuelas. Aichi desaparece misteriosamente días después de la pelea final con Kai que ha hecho que la amistad de ellos se haga más fuerte, aun así ese es el hecho que hace que ahora sea el único que recuerde a Aichi. La única pista que tiene para su búsqueda es el deck Royal Paladin y el Blaster Blade que el mismo le dio a Aichi; asimismo es la única conexión que tiene ahora con él. Este será el comienzo cuando el mando del protagónico principal ahora esté en manos de Kai Toshiki. Quatre Knight (Cuatro Caballeros) Gaillard, Neve, Ratie y Serah son los peleadores más prestigiosos en todo el mundo, Kai les ha pedido ayuda con la desaparición de Aichi pero ellos intentaran detenerlo a toda costa. La guerra de nuevo ha surgido en el mundo de Cray y un nuevo poder “Legion” ahora será el arma que Kai tendrá en sus manos para recuperar a su compañero.

## Personajes
Personajes Principales
Aichi Sendou (先導 アイチ Sendō Aichi?)
actor de voz(seiyu): Tsubasa Yonaga
El protagonista principal de la serie. El no jugaba a Vanguard hasta que luchó contra Kai, diciéndole que la razón por la que se interesó en Vanguard fue porque Kai le había dado a él la carta Blaster Blade. Aichi pelea con el único propósito de volverse más fuerte para que pueda tener otra batalla con Kai a su máximo potencial. Inseguro y tímido durante sus primeros encuentros, gana un poco más de confianza como jugador de Vanguard e ingresa en el torneo de la tienda local de cartas para probarse así mismo. Pelea usando un Mazo Royal Paladin y su carta insignia es Blaster Blade, y más tarde The King of Knights, Alfred.
Toshiki Kai (櫂 トシキ Kai Toshiki?)
actor de voz(seiyu): Takuya Satō
Uno de los protagonistas principales y un poderoso jugador de Vanguard. Antes del comienzo de la serie, le regaló el Blaster Blade a Aichi con la esperanza de enfrentarlo en un futuro. Después de perder ante Aichi, concluyó que probablemente valga la pena volver a enfrentarlo en el futuro, pero que todavía era muy débil y no iba a mejorar tan rápido. A Kai solo le gusta pelear con jugadores fuertes que tienen la habilidad para respaldar sus palabras y odia a los jugadores débiles que solo hablan fanfarronadas. Cuando Kai juega, siempre agrega "el" ("the") cuando declara un movimiento (ejemplos;  "Stand up!  THE Vanguard!" y "Check THE Drive Trigger!"). Pelea con un Mazo Kagero que está basado en Dragones y su carta insignia es Dragonic Overlord.
Misaki Tokura (戸倉 ミサキ Tokura Misaki?)
actor de voz(seiyu): Izumi Kitta
La cajera de la tienda "Card Capital" y otra jugadora de Vanguard. Ella no es tan "entusiasta" como otros jugadores en cuanto al juego, pero lo disfruta de igual manera. Normalmente, Misaki es calmada y callada, pero puede volverse bastante severa cuando quiere, asustando a casi todos. Ella es la primera persona en vencer a Aichi en una partida usando su Mazo Oracle Think Tank, basado en mitología y culturas, que el dueño de la tienda de cartas y su tío, Shin Nitta, construyó para ella. La estrategia de Misaki involucra usar los efectos de sus cartas para descubrir cuales son las cartas en la parte superior del mazo de su oponente para que así pueda hacer sus movimiento con toda confianza y también se ha mostrado que utiliza los efectos de sus cartas para hacer Superior Call a otras cartas. Sus cartas insignias son CEO Amaterasu y Full Moon Tsukiyomi.
Kamui Katsuragi (葛木 カムイ Katsuragi Kamui?)
actor de voz(seiyu): Shizuka Ishikawa
Kamui o Karlin (hispanismo del nombre) es un estudiante de primaria con una gran boca y una gran destreza para respaldarla. Es muy entusiasta y enérgico en cuanto a Vanguard y no le importa quien sea su oponente siempre y cuando ellos no sean débiles a sus ojos. El odia que lo subestimen por su estatura y edad. También está enamorado de la hermana menor de Aichi, Emi, y constantemente compite por su atención, incluso yendo tan lejos como referirse a Aichi como su hermano mayor. Kamui casi siempre es acompañado por otros dos niños; el que tiene anteojos dice un comentario y el que tiene el cabello atado abrevia lo que se dijo con siglas y agrega al final de sus oraciones "-ssu!"(es como dercir: OK!). Kamui es la segunda persona en derrotar a Aichi en una partida de Vanguard. Mencionó que el prefiere tomar el segundo turno al comienzo de un juego porque así el puede atacar primero. Kamui pelea usando un Mazo Nova Grappler que está basado en Máquinas y su carta insignia es Asura Kaiser.
Antagonistas de la temporada 1:
Ren Suzugamori (雀ヶ森 レン Suzugamori Ren?)
actor de voz(seiyu): Atsushi Abe
Antagonista principal y líder de los Foo Fighters, que consiste en más de 500 miembros separados en diferentes equipos. Ren es un poderoso jugador de Vanguard quien es parte del Equipo AL4, cuyo ingreso solo está abierto para los miembros más fuertes de los Foo Fighters. Tiene una personalidad muy sádica siempre que desafía a sus oponentes y disfruta atormentarlos mentalmente. El desprecia a todos los oponentes que enfrenta, declarando que no tiene sentido que traten de vencerlo ya que su victoria está asegurada. Ren también es la primera persona que se revela posee Psy Qualia, que le permite predecir su victoria en las batallas. Como se vio en escenas retrospectivas, Ren y Kai solían estar en el mismo equipo, hasta que el despertó su Psy Qualia y pronto lo corrompió a como es actualmente. Al igual que Kai, Ren también anuncia "Turno Final" (Final Turn) cuando está a punto de asestarle a sus oponentes un golpe terminante. También parece saber cuando otra persona posee Psy Qualia, observado cuando se encuentra con Aichi en la Tienda de Cartas PSY para entregarle el mazo Shadow Paladin, que él también utiliza. Ese mazo, como se muestra en la batalla de Aichi con Kourin, funciona como el opuesto polar del mazo Royal Paladin, que sacrifica aliados para ganar poder en lugar de trabajar junto con ellos. La carta insignia de Ren, y ahora también de Aichi, es Blaster Dark.
Personajes Secundarios
Katsumi Morikawa (森川 カツミ Morikawa Katsumi?)
actor de voz(seiyu): Noriaki Sugiyama
Un compañero de clases de Aichi y jugador de Vanguard. En el comienzo de la serie, Katsumi apareció como un bravucón que robo la carta Blaster Blade de Aichi. Sin embargo, después de que Aichi derrotara a Kai en el episodio 2, él y Aichi se hicieron amigos. A Katsumi le gusta pensar que él es un jugador fuerte, pero en realidad es un completo desastre. Constantemente culpa a su mala suerte como la razón de sus derrotas cuando la verdad es que se debe a su mazo desequilibrado, no tanto a una falta de destreza, que está formado en su mayoría por cartas de Grado 3 (pero nunca las puede usar porque apenas tiene cartas de Grado 2 para poder montarlas), esto se revela cuando usa un mazo prearmado e inclusive logra derrotar a un Aichi ya convertido en un duelista de clase mundial, también sabe sacarle provecho a su destreza cuando al inicio de la tercera temporada Kai cambia el mazo de Morikawa por el suyo Kagero y logra sacar casi completamente todo el potencial de este mazo.
Yuta Izaki (井崎 ユウタ Izaki Yūta?)
actor de voz(seiyu): Takayuki Yamaguchi
Compañero de clases de Aichi y Morikawa. Igual que Morikawa, él apareció como un bravucón en el comienzo de la serie, pero pronto se volvió amigo de Aichi. Su mazo es una mezcla de los clanes Kagero y Tachikaze. A diferencia de Morikawa, de hecho juega Vanguard a un nivel bastante decente. Su carta insignia es Tyrant Death Rex.
Taishi Miwa (三和 タイシ Miwa Taishi?)
actor de voz(seiyu): Showtaro Morikubo
Un estudiante de secundaria que asiste a la misma escuela que Kai. Es una de las pocas personas en términos amistosos con Kai, pero ni siquiera él sabe mucho acerca de él. Se revela que el también tiene un mazo Kagero al igual que en el pasado fue compañero de entrenamiento de Kai.
Emi Sendou (先導 エミ Sendō Emi?)
actor de voz(seiyu): Atsuko Enomoto
La hermana menor de Aichi y estudiante de primaria. Ella es muy protectora y atenta con su hermano mayor. Cuando él comienza a interesarse en Vanguard, ella empieza a sentirse un poco abandonada, pero es feliz al ver como Aichi puede apasionarse de esa forma sobre algo. La primera pelea de Emi fue en el episodio 15, donde uso el mazo Oracle Think Thank de Misaki temporalmente. Pronto ella crea su propio mazo de que es una mezcla de Oracle Think Thank y Bermuda Triangle. Recientemente, Emi se asusta siempre que la personalidad de Aichi cambia cuando comienza a usar Psy Qualia en sus batallas. Ella ganó la División Junior de "Card Capital" al conseguir la mayor cantidad de victorias durante el límite de tiempo del torneo.
Shin Nitta (新田 シン Nitta Shin?)
actor de voz(seiyu): Shūta Morishima
El Gerente de Card Capital y tío de Misaki. Siempre disfruta cuando la gente pasa un rato agradable y entretenido en su tienda de cartas. Él se refiere a su gato mascota como el subgerente y hasta le da algunas tareas para llevar a cabo, aunque casi siempre debe referirse a este como "gerente" para que le haga caso. Tiene bastante conocimiento en cuanto a Vanguard se refiere.
Mark Whiting (マーク・ホワイティング Māku Hōwitingu?)
actor de voz(seiyu): Atsushi Abe
Un maestro en la escuela de Aichi, es extranjero y un jugador de Vanguard. A pesar de no ser japonés, enseña historia japonesa debido a que es un gran fanático del Periodo Sengoku. Mark tiene una identidad secreta: Ninja Master M, en la cual se disfraza con ropas ninjas, una corbata y un casco samurái con una visera que tapa sus ojos y habla con un dialecto del japonés feudal (ejemplo; termina la mayoría de sus oraciones con "-degozaru"). Utiliza este disfraz en el Torneo de la Tienda Card Capital, donde se enfrenta con Aichi en la segunda ronda. Mientras juega Vanguard, siempre declara sus movimientos como si fueran técnicas ninja. Aunque Katsumi cree que es un ninja de verdad, no pasa mucho tiempo hasta que Aichi ve a través de su disfraz. Sin embargo, Mark niega que el sea Ninja Master M. Su mazo está compuesto en su mayoría de unidades del clan ninja Nubatama, enfocándose en tener ventaja de cartas en relación con el oponente (ejemplo; forzando al oponente a descartar cartas de su mano). Su carta insignia es Stealth Dragon Voidmaster.
Kourin (コーリン Kōrin?)
actor de voz(seiyu): Suzuko Mimori
Uno de los miembros de Ultra Rare, el grupo de tres chicas que actúan idols populares de eventos del juego de cartas Vanguard. Públicamente, solo es una idol, pero al igual que el resto de los miembros uno de sus verdaderos objetivos es encontrar personas que tienen el poder de Psy Qualia. La razón para encontrar a estas personas es desconocida todavía. Es una habilidosa jugadora que usa un mazo Royal Paladin, al igual que Aichi. Se ha insinuado de manera muy sutil que de alguna forma está interesada en Aichi.

## Contenido de la obra

### Juego de cartas coleccionables
Un juego de cartas basado en el anime salió a la venta un tiempo después de que el anime comenzara a emitirse en Japón. Una versión en inglés del juego es producida en Singapur y ha sido distribuida internacionalmente.
La premisa básica del Juego de Cartas Coleccionables, como se explica en el anime, consiste en que los dos jugadores representan espíritus astrales enfrentándose en duelo en el planeta Cray. Las cartas en las barajas de los jugadores, llamadas "Unidades", representan personajes de Cray que los jugadores pueden convocar. Cada unidad tiene un nombre, clan, nivel de poder, valor de escudo, una o más habilidades y un "Grado", que oscilan desde 0 a 3. Por lo general la fuerza de las unidades incrementa a la par con su grado correspondiente, pero una unidad solo puede ser convocada si el "Vanguard" del jugador es de ese mismo grado o más alto. Una baraja debe contener cincuenta cartas exactamente y dieciséis unidades "Trigger" que no tenga más de cuatro copias de la misma carta y no más de cuatro "Heal Triggers" en total. No existe restricción alguna sobre cuantas cartas de cierto Clan o Grado deban utilizarse.
El juego comienza cuando los jugadores sitúan una unidad de Grado 0, el "Vanguard" titular, boca abajo en el centro de su área de juego y cada uno roba de su baraja cinco cartas. Antes de que comience el juego, a cada jugador se le permite un "Redraw": el jugador mezcla de regreso a la baraja una cantidad de cartas de su mano inicial y roba de la baraja esa misma cantidad de cartas. Los jugadores deciden al azar quien empieza primero y revelan sus "Vanguards" iniciales; el jugador que empieza primero no puede atacar durante su primer turno. Para usar una Unidad para atacar o activar ciertas Habilidades, el jugador debe rotarla de su posición normal ("Standing") en 90° a posición horizontal ("Resting"). Al principio del turno del jugador, durante su Stand Phase, el jugador "Stands" (posición vertical) todas sus unidades, así pueden ser utilizadas nuevamente. Durante la "Draw Phase", el jugador roba una carta de su baraja. Después, durante la "Ride Phase", el jugador puede ejecutar un "Ride" (montura): elige una Unidad de su mano que sea del mismo Grado o mayor que su "Vanguard" actual, que se sitúa encima del "Vanguard" anterior y lo reemplaza. Durante la "Main Phase", el jugador puede Llamar ("Call") Unidades a la izquierda y derecha del "Vanguard" y en la fila trasera; hasta cinco de tales unidades, llamadas colectivamente "Retaguardias", pueden estar en juego al mismo tiempo. El jugador puede mover "Retaguadias" entre su fila delantera y trasera y puede "Retirar" una Unidad Retaguardia para llamar a una nueva en ese espacio. Las Unidades Retiradas son situadas en la pila de descarte ("Drop Zone").
La última parte del turno es la Battle Phase (Fase de Batalla). El jugador puede realizar cualquier cantidad de batallas de forma consecutiva y puede atacar con la misma Unidad más de una vez siempre y cuando se encuentre en posición "Stand" cuando se declara el ataque. Una batalla es llevada a cabo "Resting" (Reposar - pasar a posición horizontal) una Unidad de la fila delantera y eligiendo una Unidad en la fila delantera del rival que será atacada. Si se encuentra una Unidad de Grado 0 o 1 en posición "Stand" detrás de la Unidad atacante, puede fortalecer pasándola a posición "Rest", que agrega su poder al poder de la Unidad fortalecida. Entonces el jugador atacado tiene la oportunidad de "Proteger" (Guard) con Unidades de su mano y también "Interceptar" protegiéndose con dos Unidades Retaguardias en la fila trasera. Las Unidades Protectoras suman su valor de escudo al poder de la Unidad Defensora, pero son retiradas inmediatamente después de que termina la batalla. Después de que se declaran la "Protecciones", si el atacante es una Unidad "Vanguard", el jugador atacante revela carta en la cima de su baraja a la agrega a su mano; este es llamado "Drive Trigger Check". Los "Vanguards" atacantes de Grado 3 efectúan dos "Drive Trigger Check" en lugar de solo una. Si se revela durante este proceso una Unidad "Trigger" cuyo Clan coincida con el que tiene una de las Unidades del jugador que hace la verificación, una de las Unidades de ese jugador gana 5000 de poder hasta que termine el turno y puede ocurrir uno de los cuatro efectos posibles. A discreción del jugador, el fortalecimiento de poder y el efecto "Trigger" adicional puede ser otorgado a una Unidad o dividido entre dos Unidades. Los cuatro efectos "Trigger" y sus efectos son los siguientes:
- Critical Trigger (Amarillo) le otorga a una Unidad +1 valor crítico (puede asestar un punto de daño adicional).
- Stand Trigger (Azul) permite pasa posición "Stand" a una Unidad "Retaguardia".
- Draw Trigger (Rojo) permite al jugador robar de la baraja una carta más.
- Heal Trigger (Verde) permite al jugador "curar" quitando carta de zona de daño (Damage Zone) y situándola en la Drop Zone, pero únicamente si el jugador tienen al menos el mismo número de cartas que su rival en su zona de daño.

Cuando el poder de la Unidad atacante es igual o mayor que la Unidad defensora, el ataque acierta; de lo contrario, no ocurre nada. Si una Unidad "Retaguardia" es golpeada por el ataque, esta es retirada. Sin embargo, si un Vanguard es golpeado, permanece en juego y el jugador defensor realiza un "Damage Trigger Check". Similar al "Drive Trigger Check", el jugador revela la carta en la cima de su baraja y resuelve cualquier efecto "Triger", pero la carta revelada es situada en la zona de daño en vez de ser agregada a su mano. Una vez que un jugador tiene seis cartas es su zona de daño o cuando no hay más cartas en su baraja, ese jugador pierde el juego.
Puedes encontrar referencia a él en el Podcast de "OJO AL DADO" número 97, en el que el árbitro de Yu-Gi-Oh! Ismael Fernando y Víctor(Troy)nos hablan de Cardfight!! Vanguard el juego de cartas.
Listado de clanes que conforman el juego
UNITED SANCTUARY: Representa el color amarillo.
Angel Feather: Ángeles y curanderos ambientados en un hospital.
Genesis: Brujas y diosas que adivinan el futuro y el pasado.
Gold Paladin: Caballeros y bestias con armaduras doradas. Ellos nacieron en consecuencia a la desaparición temporal de Royal Paladin y Shadow Paladin.
Oracle Think Tank: Espíritus y dioses ambientados en la cultura japonesa.
Royal Paladin: Caballeros humanos que pelean en honor al rey Alfred.
Shadow Paladin: Caballeros oscuros que persiguen sus propias metas. Son la contraparte de Royal Paladin.
DRAGON EMPIRE: Representa el color rojo.
Kagerō: Ambientados en dragones de fuego y jinetes dragón.
Murakumo: Ninjas y bestias ambientados en el pasado nipón.
Narukami: Ambientados en entidades del trueno, así como dragones y bestias. Fueron el reemplazo temporal de Kagero.
Nubatama: Grupo de élite ninja de los Murakumo.
Tachikaze: Es un clan de dinosaurios y humanos primitivos.
DARK ZONE: Representa el color morado.
Dark Irregulars: Demonios, criaturas de las sombras y de cuentos de hadas.
Pale Moon: Ambientado en un circo; payasos, brujas y bestias de todo tipo.
Spike Brothers: Grupo de orcos y demonios que juegan al fútbol americano.
Gear Chronicle: Unidades que usan equipamiento de engranajes y vapor, inspirados en el Steampunk de la revolución industrial.
MAGALLANICA: Representa el color azul.
Aqua Force: Hace alusión a la Marina, y en él están soldados y criaturas del mar.
Bermuda Triangle: Formado por sirenas y hace alusión a las IDOL japonesas de los grupos de canto.
Granblue: Ambientado en una tripulación pirata formada por vampiros y fantasmas, así como zombis.
ZOO: Representa el color verde.
Great Nature: Formado por todo tipo de animales y bestias con gran inteligencia. Hace alusión a la sabiduría y los estudios.
Megacolony: Insectos en su totalidad. Ambientado en una parodia a la mafia americana e italiana.
Neo Néctar: Grupo de espíritus y criaturas del bosque que viven en armonía.
STAR GATE: Representa el color gris.
Dimension Police: Ambientado en robots gigantes y alienígenas, muy del estilo mecha clásico japonés.
Etranger: Este Clan no es jugable. Parodia a personajes de Anime y los creadores del juego.
Link Joker: Los antagonistas del juego de cartas. Ambientados en alienígenas y criaturas cibernéticas del espacio.
Nova Grappler: Robots y alienígenas muy al estilo japonés, de armaduras modernas y gran detalle.

### Anime

#### Series principales
| N.º      | Serie                                | Fecha de emisión | Temporadas |
| -------- | ------------------------------------ | ---------------- | ---------- |
| 1        | Cardfight!! Vanguard                 | 2011-2014        | 4          |
| 2        | Cardfight!! Vanguard G               | 2014-2018        | 5          |
| 3        | Cardfight!! Vanguard Prime           | 2018-2020        | 4          |
| 4        | Cardfight!! Vanguard overDress       | 2021-Actualidad  | 8+         |
| Spin-off | Bermuda Triangle: Colorful Pastorale | 2019             | 1          |

#### Lista de Episodios
En julio de 2010, una serie de anime de televisión basada en el juego fue autorizada por TMS Entertainment bajo la supervisión de Hatsuki Tsuji. La música fue compuesta por Takayuki Negishi, mientras que Mari Tominaga proporcionó el diseño de los personajes.
La serie comenzó a transmitirse en Japón en TV Aichi comenzando el 8 de enero de 2011, y siendo retransmitido por los sistemas AT-X y TV Tokyo. El sitio de internet transmisor de medios,
Crunchyroll obtuvo los derechos de la serie para Estados Unidos, Canadá, el Reino Unido e Irlanda.
| # | Título | Fecha de emisión original |
| --- | --- | ------------------------- |
| 01 | «"Vanguardia del Destino!"» «"Unmei no Sendo-sha!"» (運命の先導者!)                                                      | 8 de enero de 2011        |
| Los niños de toda el lugar se reúnen para jugar Vanguard, un juego de cartas que parece ser un gran suceso en la zona. Un chico tímido, Aichi Sendo, tenía una carta rara, Blaster Blade, que lo convirtió en un objetivo de Katsumi Morikawa, un jugador que desea usar la carta de Aichi para vengarse de otro jugador, Toshiki Kai. Después de clases, Morikawa y su compañero Yūta Izaki roban la carta Blaster Blade de Aichi. Para recuperar su carta, Aichi los persigue corriendo hasta una tienda de cartas llamada Card Capital para descubrir que Morikawa la perdió en una apuesta contra Kai. Es entonces cuando Aichi y Kai se encuentran y juegan una partida de Vanguard con Blaster Blade como premio. Antes de comenzar, Kai le entrega el Blaster Blade a Aichi con la esperanza de que tal vez pueda usarlo de forma efectiva su contra. Durante el transcurso del enfrentamiento, Kai le enseña las reglas básicas para jugar Vanguard. A medida que la pelea avanza, Aichi revela que el ya se había encontrado con Kai antes cuando convoca a su carta favorita, Blaster Blade, que Kai le había regalado hace mucho tiempo atrás, declarando que es por causa de él que quiere aprender más acerca de Vanguard. | |                           |
| 02 | «"Viaje a la Victoria!"» «"Shōrie no Raido"» (勝利へのライド)                                                            | 15 de enero de 2011       |
| Después de que Aichi juega a Blaster Blade, él y Kai recuerdan su primer encuentro. En ese entonces, después de ver a un joven Aichi todo golpeado, el joven Kai lo animo regalándole a Blaster Blade, y le dijo a Aichi que se imaginara a él mismo como un guerrero fuerte igual al de esa carta. Con eso en mente, Aichi se vio absorbido por Vanguard, creando su propio mazo con la esperanza de jugar contra Kai, aunque para ese entonces ya se había mudado lejos. De regreso a la partida, Aichi consigue hacerle algo de daño a Kai, que luego se desquita atacando con Dragonic Overlord. Utilizando a este, barre con las unidades de Aichi y le causa grandes daños. Todo parece perdido hasta que Aichi consigue un "Heal Trigger", que le permite a Aichi seguir en el juego al menos por un último turno más. Aichi lanza un ataque final con Blaster Blade, que rompe a través de las defensas de Kai y le infringe un punto de daño, otorgándole la victoria a Aichi. El día siguiente, Aichi vuelve a visitar la tienda de cartas. A pesar de que comienza a pensar que Kai ya no volverá a aparecer después de haber sido derrotado, Aichi se alegra al ver que Kai regresa. | |                           |
| 03 | «"Bienvenidos a Card Capital"» «"Yokoso! Kādokyapitarue"» (ようこそ!カードキャピタルへ)                                  | 22 de enero de 2011       |
| La hermana menor de Aichi, Emi, está preocupada por el reciente cambio en su comportamiento. Después de clases, Emi ve a Achi junto con Izaki y Morikawa, que quieren que los acompañe a Card Capital. Pero Emi malinterpreta la situación como que Aichi se junta con malas compañías. Preocupada por su hermano, ella sigue al trío hasta Card Capital. Allí Emi es asombrada por la cantidad de personas dentro del local; incluyendo a Aichi, Izaki y Morikawa, que están jugando Vanguard. Aquí es cuando el gerente de la tienda, Shin Nitta, aparece e introduce a Emi al mundo de los juegos de cartas coleccionables. Entonces Emi y Shin observan una partida entre Aichi y Morikawa. La batalla termina con la victoria de Aichi sin recibir ni un solo daño. Al observar a Aichi jugar, Emi ve cuanto su hermano ha cambiado gracias a Vanguard. Así es como ella aprueba y respalda la idea de que Aichi participe de este juego. | |                           |
| 04 | «"Asalto! Twin Drive"» «"Moko! Tsuindoraibu"» (猛攻!ツインドライブ)                                                      | 29 de enero de 2011       |
| Después de darle una mirada detallada al mazo de Aichi, Shin decide mostrarle "algo bueno". Entonces, Shin hace que Achi pelee contra Misaki, quien a pesar de trabajar en la tienda de cartas, nunca antes participó en una pelea de Vanguard. Sin embargo, después de que Shin le diera a Misaki un mazo especial, ella y Aichi comienzan su pelea. En la mitad de la batalla, Misaki demuestra saber más sobre el juego de lo que ella dejaba ver cuando saca varias cartas y llama a su mejor carta, un Grado 3 de nombre CEO Amaterasu. Usando la habilidad "Twin Drive" que poseen las cartas de Grado 3, Misaki vence a Aichi. A través de esta derrota, Aichi descubre que todavía le queda mucho por aprender acerca de Vanguard si es que espera jugar contra Kai de nuevo alguna vez. | |                           |
| 05 | «"El Torbellino! Kamui, el Luchador de Primaria"» «"Senpū! Shōgakusei Faitākamui"» (旋风!小学生ファイターカムイ)         | 5 de febrero de 2011      |
| Aichi va a la tienda de cartas para comprar un sobre de expansión con la esperanza de conseguir una carta de Grado 3. Cuando llega, ve a un chico de primaria, Kamui Katuragi, derrotando a Izaki en una pelea de Vanguard. Aichi desafía a Kamui, pero él se rehúsa, notando que Aichi no es un jugador fuerte. Entonces, después de que Kamui venciera a Morikawa en una pelea de Vanguard, Aichi intenta comprar un sobre de expansión. De repente, aparece Emi y Kamui se enamora de ella inmediatamente. Antes de que Aichi pudiera comprar un sobre, Emi lo arrastra de regreso a casa mientras Kamui observa toda la escena, pensando que los dos son novios. Más tarde Aichi compra un sobre de expansión se alegra al ver que el sobre contenía una carta de Grado 3, Solitary Knight, Gancelot. Justo entonces, Kamui aparece y desafía a Aichi, exigiendo quedarse con Emi si lo vence. Aunque Aichi malinterpreta las intenciones de Kamui, los dos comienzan con la pelea Vanguard. Kamui usa cartas poderosas como Genocide Jack y King of Swords para infligirle a Aichi muchos daños, quien contraataca con usando a su recién adquirido Solitary Knight, Gancelot. Pero al final , Aichi pierde ante Kamui cuando este llama a su carta insignia Asura Kaiser. Más tarde, Emi aparece y trata de llevarse a Aichi a casa y es entonces que Kamui descubre que ellos dos en realidad son hermanos. Ahora, esperando acercarse a Emi, Kamui comienza a llamar a Aichi como su "hermano mayor", aunque a Aichi no esté muy contento al respecto. | |                           |
| 06 | «"La Misteriosa Tienda de Cartas"» «"Nazo no Kādoshoppu"» (谜(なぞ)のカードショップ)                                     | 12 de febrero de 2011     |
| Aichi y sus amigos deciden ir a una tienda de cartas diferente llamada PSY. Allí prueban el "Vanguard Fight Stage (Plataforma de Lucha Vanguard)" especial de la tienda. Extrañamente, de ellos tres solo reacciona cuando Aichi la toco, lo que ocasionó que una mujer que apareció llamada Kourin lo desafiara. Cuando los dos comienzan con la batalla, Aichi se sorprende de que la plataforma trae a la vida a las cartas por medio de lo que "parecen" ser hologramas. Aichi y Kourin, ambos usan un mazo Royal Pladin, continúan con su batalla hasta que Aichi toma una mala decisión al no defenderse ante uno de sus ataque de Vanguard, que al final lo lleva a su derrota. Después, otra mujer, Suiko, le da a Aichi la carta de The King of Knights, Alfred como un recuerdo especial por visitar la tienda de cartas. Más tarde, Aichi se entera por Morikawa que la tienda de cartas que visitaron desapareció. | |                           |
| 07 | «"La Temible Soul Blast"» «"Senritsu no Souruburasuto"» (戦栗(せんりつ)のソウルブラスト)                                 | 19 de febrero de 2011     |
| Shin presenta la "Standing Fight Table (Tabla de Pelea de Pie - nombre sujeto al cambio)" para enriquecer la experiencia de una pelea de Vanguard, con Morikawa y Kamui como los primeros en jugar en ella. Después de que Kamui vence a Morikawa una vez más, Aichi y sus amigos regresan a sus casas pero entonces ven a Kai regresando a su casa. Queriendo descubrir donde vive Kai; Aichi, Kamui y Miwa tratan de seguirlo, pero Kai pronto se da cuenta de que lo siguen. Aichi se disculpa e intenta que Kai juegue contra el de nuevo, pero él se niega. Sin embargo, Kamui desafía a Kai y este acepta de mala gana. Al día siguiente, los dos comienzan su pelea. Kai gana la ventaja al principio al poner una carta de Grado 3, Embodiment of Victory, Aleph, en juego antes que Kamui, que luego contraataca con su propio unidad de Grado 3, Mr. Invincible. Pero Kai pronto convoca otra unidad de Grado 3, Vortex Dragon, y luego activa su habilidad Soul Blast para destruir algunas de las unidades de Kamui, dejando a Kamui incapaz de defenderse del ataque final de Kai. Kai derrota a Kamui y se retira, pero no antes de que Aichi le diga se volverá un fuerte y más digno oponente para él. | |                           |
| 08 | «"El Rey de los Caballeros entra en Combate!"» «"Kishi-ō, Shutsujin!"» (骑士王,出阵!))                                   | 26 de febrero de 2011     |
| El Torneo de la Tienda Card Capital comenzara pronto, pero Aichi duda si participar o no en este, inclusive después de reformar su mazo. Sin embargo, cuando se entera de que Kai estará en el torneo, Aichi decide que también entrara. Pero justo cuando presenta su formulario de solicitud para el ingreso, otro jugador de Vanguard, Osamu Kishida, coloca su solicitud casi al mismo tiempo que Aichi. Los dos quieren ingresar, pero solo queda un lugar vacante en el torneo. Para resolver este problema, Shin les recomienda a Aichi y Osamu que jueguen una partida para decidir quien se queda con el último lugar disponible. Usando los efectos de sus unidades Megacolony, Osamu limita las unidades que Aichi puede llamar mientras se burla de él por llamar tantas unidades débiles. Sin embargo Aichi usa su nueva carta The King of Knights, Alfred, cuyo poder se incrementa con el número de otros Royal Paladin que están en juego. Con Alfred, Aichi derrota a Osamu y por lo tanto ingresa oficialmente al torneo. | |                           |
| 09 | «"Comienza el Torneo de la Tienda"» «"Shoppu Kaimaku Taikai"» (ショップ大会開幕))                                        | 5 de marzo de 2011        |
| El Torneo de la Tienda Card Capital finalmente comienza. En la primera ronda, Aichi debe jugar contra Izaki mientras que al mismo tiempo, Morikawa enfrenta a Misaki. Dado que esta es la primera vez que participa de un torneo, Aichi se vuelve más y más nervioso. Los nervios por el torneo lo afectan tanto que comete mucho errores de novato. Pero cuando logra ver que Izaki también esta igual de nervioso y comete errores similares, Aichi comprende que no es el único, recuperando la compostura, y recuerda que las peleas de Vanguard deberían ser divertidas. Cuando le dice esto a Izaki, él consigue relajarse también y los dos continúan jugando. Al final, no solamente Aichi gana, sino que Misaki también avanza a la segunda ronda. | |                           |
| 10 | «"El Peleador Ninja Aparece"» «"Ninja Faitā, Sanjō"» (忍者ファイター,参上)                                               | 12 de marzo de 2011       |
| Kamui y Kai avanzan a la segunda ronda del torneo, junto con Ninja Master M, un excéntrico jugador que se viste y actúa como un ninja. Se encuentra con Aichi, quien deduce que él en realidad es su maestro Mark Whiting, pero el niega esta insinuación (aunque es verdad). El torneo progresa hacia los enfrentamientos de la segunda ronda con Aichi peleando contra Ninja Master M mientras Kai jugara contra el anterior campeón del torneo Lazuki Inaba. Ninja Master M usa los efectos de sus unidades ninja para disminuir las cartas en la mano de Aichi. Acorrala a Aichi cuando monta su carta insignia Stealth Dragon Voidmaster y deja solo una carta en la mano de Aichi. Mientras esto ocurría, Kai derrotó a Inaba en su enfrentamiento. | |                           |
| 11 | «"El Peleador Ninja se Retira"» «"Ninja Faitā, Sanjō"» ("Ninja Faitā, Taijō")                                            | 19 de marzo de 2011       |
| Aichi se recupera al llamar más unidades desde su mazo para subir el poder de The King of Knights, Alfred, forzando al Ninja Master M a usar la mayoría de sus cartas para cubrirse de todos sus ataques. Como resultado, M se queda solo con dos cartas para defenderse del último ataque de Aichi. Aichi gana y por tanto avanza hasta las semifinales. Ninja Master M desaparece, y Mark pronto aparece (con un bolso conteniendo su atuendo de Ninja Master M). Después de la partida de Aichi, Kamui y Misaki pelean es sus respectivas partidas, y también logran avanzar. | |                           |
| 12 | «"Aichi vs Kamui"» «"Aichi VS Kamui"» (VSアイチカムイ)                                                                   | 26 de marzo de 2011       |
| Son las semifinales: Kai jugara contra Misaki, y Aichi enfrentara a Kamui una vez más. Aichi y Kamui, ambos quieren ganar por sus propios razones ; Aichi quiere pelear contra Kai mientras que Kamui espera ganarse el afecto de Emi ganando el torneo. Aichi se defiende de los ataques del Genocide Jack de Kamui mucho mejor de lo que lo hizo en su primer encuentro. Aichi hace una movida sorpresiva al llamar a Blaster Blade como unidad-trasera y usa su habilidad para destruir a Genocide Jack. Mientras la batalla de Aichi y Kamui continua, la pelea de Kai y Misaki llega a su fin con Kai como el vencedor. | |                           |
| 13 | «"La Final del Torneo de la Tienda"» «"Ketchaku! Shoppu Taikai"» (決着! ショップ大会)                                    | 2 de abril de 2011        |
| A pesar de sus mejores esfuerzos, Aichi fue derrotado por Kamui. Pronto, se produjo la batalla entre Kai y Kamui terminando rápidamente con Kai como el ganador. Después terminado el torneo, el (sub)Gerente entonces anunció que los cuatro finalistas del Torneo de Card Capital participarían en el Torneo Regional, sorprendiendo a Aichi. | |                           |
| 14 | «"Los Temibles Muertos Vivientes! El Mazo Granblue!"» «"Fushi no Kyofu! Guranburūdekki"» (不死の恐怖!グランブルーデッキ) | 9 de abril de 2011        |
| Kamui lleva a Aichi a conocer la Tienda de Cartas Handsome, un local con temática de piratas, donde Aichi se ve forzado a enfrentarse con el jugador más fuerte del lugar, todo por culpa de un malentendido. | |                           |
| 15 | «"Suspenso?! La Primera Pelea de Emi"» «"Harahara!? Emi no Faito hatsu"» (ハラハラ!?エミの初ファイト)                    | 16 de abril de 2011       |
| Como Emi continuaba viniendo a la Tienda de Cartas Card Capital, el (sub)Gerente la convence de que pruebe el juego ella misma. Mientras se dirigían a la tienda, Katsumi consulta su horóscopo y descubre que tendrá buena suerte con los juniors el día de hoy (pero Yuta lo corrige y dice que parece que tendrá una suerte terrible el día de hoy). Cuando llegan a la tienda de cartas, Aichi se sorprende cuando Emi se prepara para jugar Vanguard. A Emi le prestan el mazo de Misaki ya que el (sub)Gerente quería que Aichi y Emi se enfrentaran. Sin embargo, Kasumi desea tomar el lugar de Aichi y comienza la batalla entre Emi la nueva jugadora y Katsumi el "Experto Jugador Ingenuo". Puede Emi ganar a pesar de su falta de conocimiento del juego? O podrá Katsumi arreglárselas para derrotarla es su primer partida? | |                           |
| 16 | «"El Equipo Q4 hacia el Torneo Regional!"» (チーム Q4, 地区 大会 へ)                                                     | 30 de abril de 2011       |
| 17 | «"Nuevos colegas"» (新たなる 仲間 たち)                                                                                  | 7 de mayo de 2011         |
| 18 | «"Torneo Incandescente!"» «"Hakunetsu no Tōnamento!"» (白熱のトーナメント!)                                              | 14 de mayo de 2011        |
| 19 | «"Batalla! Nova Grappler!"» «"Kessen! Novua Gurappurā!"» (決戦! ノヴァグラップラー!)                                     | 21 de mayo de 2011        |
| 20 | «"Mensajes Escondidos"» «"Himerareta Messēji"» (秘められたメッセージ)                                                    | 28 de mayo de 2011        |
| 21 | «"Revancha en las Finales!"» «"Kesshō de no Saisen!!"» (決勝での再戦!!)                                                  | 4 de junio de 2011        |
| 22 | «"El Dragón Divino Desciende"» «"Maiorita Hijiri Ryū"» (舞い降りた聖龍)                                                  | 11 de junio de 2011       |
| 23 | «"Encuentro del Destino"» «"Unmei no Deai"» (運命の出会い)                                                               | 18 de junio de 2011       |
| 24 | «"Memoria Imborrable"» «"Kesenai Kioku"» (消せない記憶)                                                                  | 25 de junio de 2011       |
| 25 | «"Más allá de los recuerdos"» «"Kioku no Sakini"» (記憶の先に)                                                           | 2 de julio de 2011        |
| 26 | «"El Inicio de la Tormenta! La Convención Nacional!!"» «"Haran no Makuake! Zenkoku Taikai!!"» (波乱の幕開け! 全国大会!!) | 9 de julio de 2011        |

### Banda sonora

#### Temas de apertura
Cardfight!! Vanguard
- Episodio 1 al 33: "Vanguard", interpretado por JAM Project.

- Episodio 34 al 65: "Believe in my Existence", interpretado por JAM Project.

Cardfight!! Vanguard Asian Circuit Hen
- Episodio 66 al 104: "Limit Break", interpretado por JAM Project.

Cardfight!! Vanguard Link Joker Hen
- Episodio 105 al 128: "Vanguard Fight", interpretado por Psychic Lover.

- Episodio 129 al 148: "MUGEN∞REBIRTH", interpretado por Daigo.

- Episodio 149 al 163: "Break your Spell", interpretado por Psychic Lover.

Cardfight!! Vanguard Legion Mate Hen
- Episodio 164 al 179: "V-ROAD", interpretado por Bushi☆7.

- Episodio 180 al 196: "Knock On Your Gate", interpretado por Ono Masatoshi.

Cardfight!! Vanguard G
- Episodio 1 al ??: "Break It", interpretado por Mamoru Miyano.

#### Temas de cierre
Cardfight!! Vanguard
- Episodio 1 al 15: "Diamond Stars ", interpretado por Natsuko Aso.

- Episodio 16 al 25: "SMASH UP!!", interpretado por Shiina Hekiru.

- Episodio 26 al 52: "DREAM SHOOTER", interpretado por Sea A.

- Episodio 53 al 65: "Nakimushi TREASURES", interpretado por Saori Kodama Feat. Milky Holmes.

Cardfight!! Vanguard Asian Circuit Hen
- Episodio 66 al 78: "Jounetsu-ism", interpretado por Rin.

- Episodio 79 al 91: "Fighting Growing Diary", interpretado por Natsuko Aso.

- Episodio 92 al 104: "Entry!", interpretado por Sea A.

Cardfight!! Vanguard Link Joker Hen 
- Episodio 105 al 128: "Vanguard Fight", interpretado por Psychic Lover.
- Episodio 129 al 148: "Infinite∞REBIRTH" (無限∞REBIRTH? Mugen∞RIBĀSU), interpretado por DAIGO.
- Episodio 149 al 163: "Break your spell", interpretado por Psychic Lover

### Manga y otros medios
- Junto con la serie de anime, una serie manga es publicada, contando de forma más simplificada los sucesos del anime.
- Los otros idiomas en los que se ha lanzado el juego de cartas son el coreano y el inglés durante el 2011.
- Una película de acción real, con Daigo como protagonista, se emitió al poco de comenzar la segunda temporada.
  - Según Bushiroad, después de la película, debido a la popularidad de Cardfight Vanguard en Japón, Singapur y Estados Unidos se realizará un videojuego a manos de FuRyu, contará con un modo en línea y se podrá retar a varios cardfighters en este modo. No jugaras con Aichi ni Kai u otro personaje si no el jugador podría crear otro personaje. El juego podría llegar a finales de 2013, para las consolas de Xbox 360, PS3, Wii U, y PSP Vita, pero aún su desarrollo sigue siendo un misterio. El título del juego podría se CARDFIGHT VANGUARD!!: The power of Psyqualia. Los clanes disponibles serán todos los que han salido en los idiomas japonés e inglés, incluyendo los clanes de la 3.ª temporada. En el modo historia podrías hacer tu mazo, de acuerdo al clan del personaje, y en el modo en línea tu propio mazo.